# Mu Andromedae
Mu Andromedae (μ And / 37 Andromedae / HD 5448) es una estrella en la constelación de Andrómeda de magnitud aparente +3,87. Se encuentra a 130 años luz del sistema solar.
Mu Andromedae es una estrella blanca de la secuencia principal de tipo espectral A5V.
Con una temperatura superficial de 8090 K, tiene una luminosidad 35 veces mayor que la luminosidad solar.
La medida de su diámetro angular mediante interferometría —0,66 ± 0,11 milisegundos de arco— permite evaluar su diámetro, siendo éste 2,8 veces más grande que el del Sol.
Su velocidad de rotación proyectada es de 74 km/s, lo que conlleva que completa una vuelta sobre sí misma en menos de 2 días.
Su masa —estimada a partir de la teoría de estructura y evolución estelar— es de 2,3 masas solares y tiene una edad aproximada de 530 millones de años.
Al igual que otras estrellas semejantes como Vega (α Lyrae) o σ Bootis, Mu Andromedae parece estar rodeada por un disco de escombros; ello puede implicar la existencia de planetas, si bien ninguno ha sido detectado hasta el momento.